# Епархия Ей

Епархия Вау на карте Судана обозначена под номером 7

Епархия Ей (лат. Dioecesis Yeiensis) — епархия Римско-Католической церкви c центром в городе Ей, Южный Судан. Епархия Ей входит в митрополию Джубы.

## История
21 марта 1986 года Римский папа Иоанн Павел II выпустил буллу In Dominico agro, которой учредил епархию Ей, выделив её из епархии Румбека.

## Ординарии епархии
- епископ Эрколано Лоду Томбе (21.03.1986 — по настоящее время);

## Источник
- Annuario Pontificio, Libreria Editrice Vaticana, Città del Vaticano, 2003, ISBN 88-209-7422-3